# Zaganella e il cavaliere
Zaganella e il cavaliere è un film del 1932, diretto da Gustavo Serena e Giorgio Mannini.

## Critica
Dalla Tribuna del 16 dicembre 1932: « Il film ha uno svolgimento lento e una sceneggiatura alquanto statica ma in compenso è realizzato un po' alla svelta, certi esterni hanno persino il difetto dell'entrata in campo dei passanti che si soffermano a guardare la ripresa, senza troppe preoccupazioni per l'inquadratura e la fotografia »